# Rozenolie

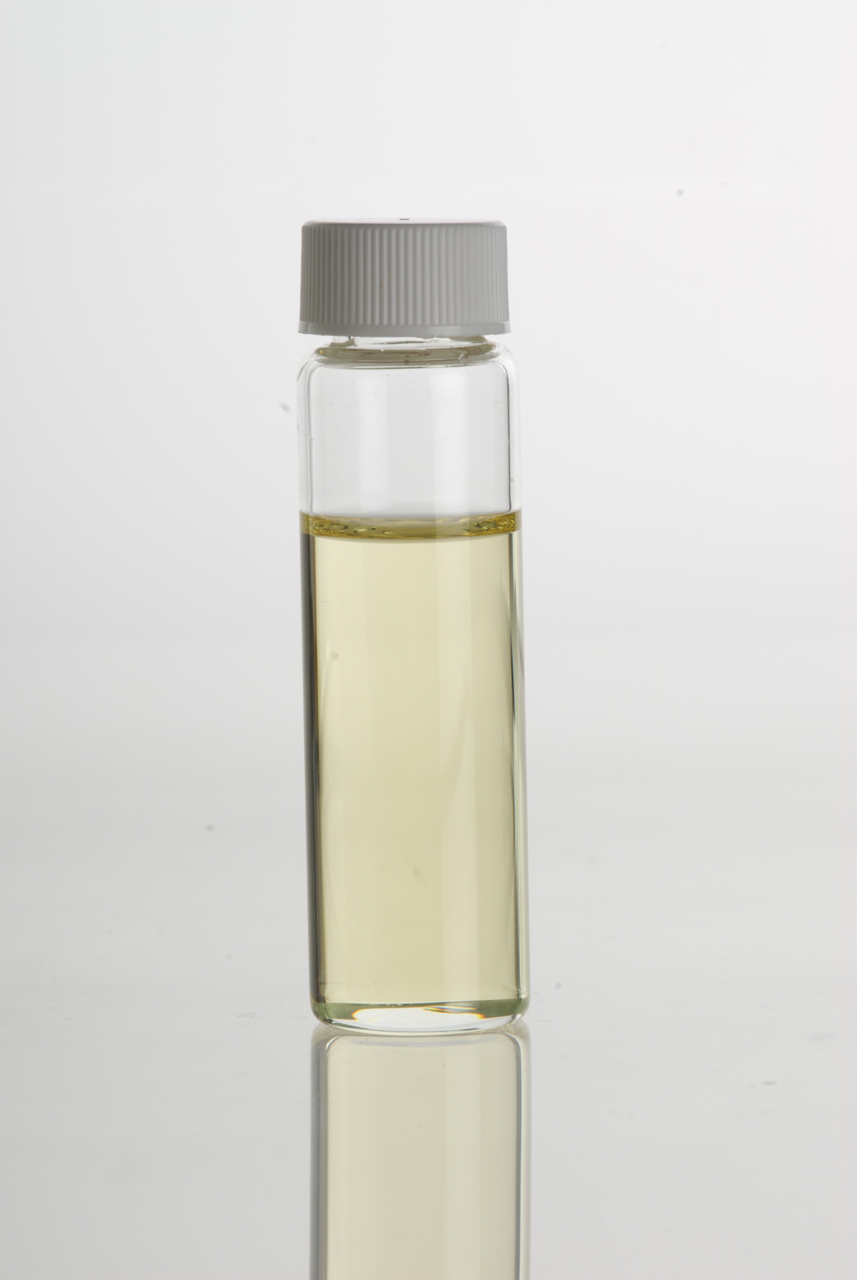
Rozenolie

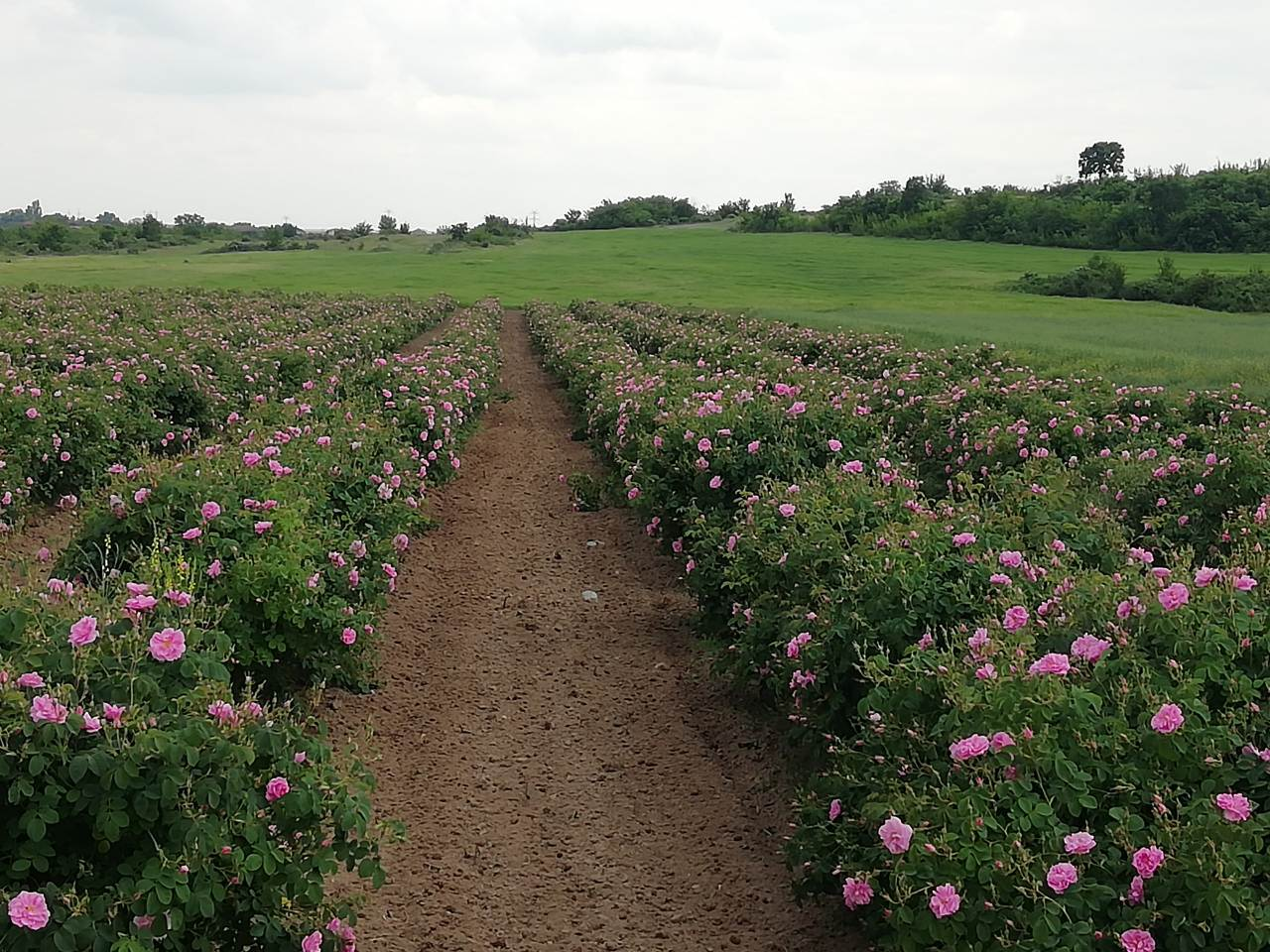
Het "Rozendal" in Ivan Vazovo, centraal-Bulgarije

Rozenolie is een etherische olie die wordt gewonnen door stoomdestillatie van de bloemblaadjes van rozen. De bloemen die worden gebruikt voor de oliewinning worden voornamelijk geteeld in Bulgarije (Rozendal), Frankrijk, Marokko en Turkije. De bloemblaadjes worden met de hand geplukt.

## Geschiedenis
Voordat men rozenolie verkreeg door stoomdestillatie, verkreeg men rozenolie door extractie van bloemen in vette plantaardige oliën. De Griekse Theophrastus (370 voor Christus) beschreef de productie van rozenolie met sesamolie. Rozenolie werd vervolgens aan de wijn toegevoegd. Van Plinius is bekend dat de Romeinen hun eten met rozenolie aromatiseerden en hun lichaam met rozenolie parfumeerden.
De ontdekking van de distillatie van rozenolie kwam uit Perzië. Al in het jaar 810 kreeg Bagdad van de provincie Fars ongeveer 30.000 flessen rozenwater. De kennis van de destillatie van rozenolie bereikte Europa rond het jaar 1000.
In de 17e eeuw verspreidde de rozenteelt zich vanuit Perzië naar India, Noord-Afrika en Turkije. In 1710 begon de teelt van rozen in Bulgarije, zo'n 200 kilometer ten oosten van Sofia bij de plaats Kazanlak. Sinds 1750 tot heden is het gebied tussen Kazanlak en Karlovo de belangrijkste regio voor de productie van rozenolie (Rozendal). Aan het begin van de 20e eeuw waren er ongeveer 2800 kleine destilleerbedrijven voor rozenolie met stoomreservoirs voor ongeveer 1-10 ton bloemen.
Het centrum van de Turkse rozenteelt is tussen Burdur en Isparta, in het zuidwesten van Turkije.
In Marokko, begon de rozenolieproductie kort voor het uitbreken van de Tweede Wereldoorlog in El-Kelaa M'Gouna.
In 1938 lag de jaarlijkse wereldproductie van natuurlijke rozenolie nog op 3 ton per jaar. In 1955 rond 700 kilogram en aan het begin van de jaren 80 tussen de 1-2 ton per jaar. In 2003 lag de productie in Bulgarije op ongeveer 900 kilogram.

## Productie, kosten en het gebruik
Rozenolie wordt hoofdzakelijk verkregen uit de volgende soorten rozen :
- Rosa centifolia, deze wordt op grote schaal gekweekt in Bulgarije, Turkije, Rusland, Pakistan, India, Oezbekistan, Iran en China.
- Rosa damascena, deze wordt geteeld in Marokko, Frankrijk en Egypte.

Minder belangrijk zijn de soorten Rosa alba en Rosa gallica. De opbrengst is laag: slechts 0,02-0,05%. Uit drie ton bloemen wordt ongeveer een liter rozenolie gedestilleerd. Rozenolie is dan ook een van de duurste etherische oliën. In de handel kost een kilogram echte Bulgaarse rozenolie (Rosa damascensa) meer dan 5000 euro, een kilo Turkse rozenolie kost ongeveer 3000 euro. Verder zijn er ook goedkope synthetische rozenoliën in de handel.
Rozenolie wordt gebruikt in dure parfums, in luchtverfrissers, in de aromatherapie en soms voor het parfumeren van suiker, chocolade, tabak en likeuren. In de parfumerie is roos naast jasmijn de meest gebruikte bloemengeur. Rozenolie kan ook worden toegevoegd aan koelzalf.